# Klaus-Dietrich Fischer (Philologe)
Klaus-Dietrich Fischer (* 23. Juni 1948 in Meißen, Sachsen) ist ein deutscher Klassischer Philologe, Medizinhistoriker und Dozent am Institut für Geschichte, Theorie und Ethik der Medizin der Johannes Gutenberg-Universität Mainz.
Nach einem Studium der klassischen Philologie und Anglistik in München, Berlin und Edinburgh wurde Fischer 1980 in Berlin promoviert und war von 1976 bis 1987 wissenschaftlicher Mitarbeiter am Institut für Geschichte der Medizin der Freien Universität Berlin. Die Habilitation wurde im Jahr 1986 abgeschlossen. Seit 1987 lehrt Fischer am Medizinhistorischen Institut, das seit 2004 Institut für Geschichte, Theorie und Ethik der Medizin heißt. Fischer hatte verschiedene Gastprofessuren inne und ist seit 1981 Sachverständiger für medizinische und veterinärmedizinische Texte beim Thesaurus Linguae Latinae sowie seit 1982 Mitglied des Forschungsschwerpunktes GDR 734 des Centre national de la recherche scientifique (CNRS). Zudem organisiert Fischer in Mainz den Arbeitskreis Alte Medizin.
Seine Forschungsschwerpunkte sind die Medizin in frühmittelalterlichen Handschriften (Identifikation und Erschließung) und die Medizinische Lexikographie.

## Veröffentlichungen (Auswahl)
- Zur Entwicklung des ärztlichen Standes im römischen Kaiserreich. In: Medizinhistorisches Journal. Band 14, 1979, S. 165–175.
- Quelques réflexions sur la structure et deux nouveaux témoins de la Physica Plinii. In: Jackie Pigeaud, José Oroz (Hrsg.): Pline l’Ancien témoin de son temps, Actes du Colloque de Nantes (22–26 octobre 1985). Salamanca/Nantes 1987 (= Bibliotheca Salmanticensis: Estudios. Band 87), S. 53–66.
- als Hrsg. mit Guy Sabbah und Pierre-Paul Corsetti: Bibliographie des textes médicaux latins: antiquité et haut moyen âge. St. Etienne 1987 (= Centre Jean-Palerne. Mémoires. Band 6).
- Kidney trouble in Vindicianus. In: Bulletin of the institute od classical studies. Supplement 51, 1988, S. 24–26.
- Der pseudogalenische Liber tertius. In: Ivan Garofalo, Amneris Roselli (Hrsg.): Galenismo e Medicina tardoantica. Fonti greche, latine e arabe. Atti del Seminario Internazionale di Siena 2002. Neapel 2003 (= Annali dell’Istituto Universitario Orientale di Napoli. Quaderni. Band 7), S. 101–132.
- Praenostica – Die Rezeption des Prognostikons im Frühmittelalter. In: Véronique Boudon-Millot, Alessia Guardasole, Caroline Magdelaine (Hrsg.): La science médicale antique: nouveaux regards. Festschrift für Jacques Jouanna. Paris 2008, S. 183–220.
- Pelagonius Saloninus. In: Hubert Cancik, Helmuth Schneider (Hrsg.): Brill’s New Pauly. Encyclopaedia of the Ancient World. English Edition, Editor-in-Chief Christine F. Salazar, Antiquity vol. 10, Leiden—Boston 2007, Sp. 691 f.
- The acharistum[1] in a manuscript from the library of Nicholas of Cues. In: Louise Cilliers (Hrsg.): Asklepios. Studies in Ancient Medicine. Bloemfontein 2008 (= Acta Classica. Supplementum 2), S. 74–85.
- Mulomedicina Chironis. In: Paul T. Keyser, Georgia L. Irby-Massie (Hrsg.): The Encyclopedia of Ancient Natural Scientists. The Greek tradition and its many heirs. London / New York 2008, S. 564–565.
- A Mirror for Deaf Ears? A medieval mystery. In: electronic British Library Journal (eBJ) 2008, article 9
- Das Lorscher Arzneibuch im Widerstreit der Meinungen. In: Medizinhistorisches Journal. Band 45, 2010.